# 上野智子 (ラジオDJ)
上野 智子（うえの ともこ、1991年10月30日 - ）は、日本のラジオDJ・MC・起業家。プラスプラス所属。東京都出身。プライベートでは一児の母。

## 人物
0～7歳まで、フランスのパリで過ごす。
東洋英和女学院中学部、高等部在学中は放送部に所属。。部活動に励む傍ら、中学卒業前に始めたダンスをきっかけに、アメリカや韓国のカルチャーに触れる。
アパレルやプロモーションエージェンシー勤務、フリーランスを経て個人事務所兼タレントエージェント Soyons合同会社を設立。
スポーツコミュニティ・FITVIBESの運営も行なっている。

## 出演番組
FM FUJI
- Bumpy（毎週火曜 13:00 - 18:50、2021年4月 - ）

### 過去の担当番組
ラジオ
ZIP-FM
- CU-T NOTE（ナビゲーター）
- STIR UP!（ナビゲーター）
- PEEPS!（毎週木曜 23:00 - 25:00、2016年4月 - 2020年3月）
- MYSTERIOUS RADIO CULT（毎週土曜 21:00 - 23:00、2018年4月 - 2020年3月）

bayfm
- bay Girls campus DJ（ナビゲーター）

J-WAVE
- ZAPPA（毎週火曜 5:00 - 6:00、2019年4月 - 2021年3月）
- TOKYO MORNING RADIO（代演）

お台場テレビ
- サテライトボイス in お台場 ODAIBA RAINBOW STATION（メインMC）

 テレビ 
NHK Eテレ
- 趣味Do楽 塩谷哲のリズムでピアノ 公開収録（MC）

TOKYO FM
- レディークラウド （毎週土曜 5:00 - 6:00、2021年4月-2022年3月 、JFN系ネット）

## 雑誌連載
ハースト婦人画報社
- ELLE girl